# امین سالمی
امین سالمی  در هفتم فروردین ۱۳۶۰ شمسی در شهر اردبیل چشم به دنیا گشود ) آهنگساز، تنظیم کننده، رهبر ارکستر، نوازنده سنتور و مدرس دانشگاه در ایران است.
امین سالمی برای خوانندگان نامدار ایرانی آهنگسازی و تنظیم قطعات موسیقی زیادی انجام داده است. از مهم ترین فعالیت های ایشان می توان به تأسیس و رهبری ارکستر آکادمیک تهران به عنوان اولین ارکستر خصوصی در قالب موسیقی ملی ایران و تاسیس و رهبری ارکستری با نام (نوای آفتاب) اشاره کرد.

## زندگی‌نامه
امین سالمی متولد هفتم فروردین ۱۳۶۰ شمسی در شهر اردبیل است. با توجه به علاقه به موسیقی درسن ۱۱ سالگی (سال ۱۳۷۱) موسیقی را به شیوه استاد فرامرز پایور نزد آقای «عبدالحسن ادیب» شروع کرد و تا سال ۱۳۷۸ قطعاتی از استاد پرویز مشکاتیان را آموخت.
پس از آن در محضر استاد مجید کیانی ردیف نوازی را آموخت و پس از ورود به دانشگاه هنری سوره نزد جناب «رضا مهدوی» و «سید امین موسوی» و در کنار آن جلال عنایت‌زاده نوازندگی سنتور و ردیف‌نوازی را ادامه داد در ادامه مسیر آموزش از محضر پشنگ کامکار در نوازندگی سنتور بهره گرفت.
قابل ذکر است در طول سالهای آموزش آهنگسازی و تنظیم و رهبری ارکستر اساتیدی چون: فرهاد فخرالدینی، کامبیز روشن روان، وارطان ساهاکیان، حسین دهلوی و مصطفی کمال پورتراب را در کارنامه خود قرار دارد
دو دوره آموزش رهبری ارکستر با استاد ماریس یانسونس و ماکسیم فدوتف از دیگر دوره‌های آموزشی امین سالمی در سالهای آموزش موسیقی و رهبری ارکستر است
ایشان سال ۱۳۸۷ ارکستر آکادمیک تهران (اولین و بزرگ‌ترین ارکستر ملی خصوصی ایران) را با همکاری حمید خزاعی (خواننده) و بابک شهرکی (کنسرت مایستر) تأسیس کرد   و تا سال ۱۳۹۲ بیش از ۵۰ اجرا به عنوان آهنگساز، تنظیم کننده، رهبر و سرپرست ارکستر حضور داشت و همچنین در این سالها به عنوان رهبر ارکستر یا آهنگساز و تنظیم کننده با ارکسترهای مختلفی همکاری داشته است.
در سال ۱۴۰۲ ارکستر نوای آفتاب را تأسیس کرد و   اولین اجرای این ارکستر به مدت ۶ شب در تالار رودکی، تالار وحدت و سالن همایش‌های وزارت کشور به خوانندگی مهیارشادُروان اجرا کرد.
آبان ۱۴۰۲ کنسرت ۵۰ سال عاشقانه‌های موسیقی ایران به رهبری امین سالمی در سالن اسپیناس پالاس تهران اجرا شد.

## آثار صوتی
از آثار آهنگسازی یا تنظیم شده توسط امین سالمی می توان به: 
- آلبوم اشک بهار
- آلبوم با کاروان عشق
- آلبوم خلیج فارس
- آلبوم قرار بی قراری

و بیش از 30 قطعه با خوانندگانی چون علیرضا افتخاری - سالار عقیلی -نیما مسیحا – مجتبی حسام – علی تفرشی – امیر رفعتی و ... اشاره کرد.

## موسیقی فیلم های سینمایی و تلویزیونی
تاکنون چندین موسیقی فیلم و سریال تلویزیونی و تیتراژ با آهنگسازی یا تنظیم ایشان پخش شده است  که از آن جمله پشت دروازه تاریخ - مشق شب- دیوارهای شهر – روزهای غربت – افسانه سرگردانی – داستان سیاوش و تئاتر خورشید عشق –  گمشده در تنهایی – فردای بی سحر –  بن بست بی بازگشت  می باشد.

## اجراها
با عنوان رهبر ارکستر- رهبر مهمان – آهنگساز و تنظیم کننده  
| سال  | نام اکستر                | محل اجرا                | تعداد اجرا |
| ---- | ------------------------ | ----------------------- | ---------- |
| 1387 | ارکستر آکادمیک تهران     | تالار رودکی             | 4          |
| 1387 | ارکستر آکادمیک تهران     | تالار وحدت              | 3          |
| 1388 | ارکستر آکادمیک تهران     | تالار وحدت              | 3          |
| 1388 | ارکستر آکادمیک تهران     | تالار وحدت              | 2          |
| 1389 | ارکستر آکادمیک تهران     | تالار وحدت              | 2          |
| 1389 | ارکستر آکادمیک تهران     | تالار وحدت              | 2          |
| 1390 | ارکستر آکادمیک تهران     | تالار وحدت              | 2          |
| 1390 | ارکستر آکادمیک تهران     | تالار وحدت              | 2          |
| 1390 | ارکستر آکادمیک تهران     | تالار وحدت              | 2          |
| 1391 | ارکستر آکادمیک تهران     | برج میلاد               | 3          |
| 1391 | ارکستر آکادمیک تهران     | برج آزادی               | 1          |
| 1391 | ارکستر آراتا             | تالار رودکی             | 2          |
| 1391 | ارکستر آکادمیک تهران     | برج آزادی               | 1          |
| 1392 | ارکستر آکادمیک تهران     | تالار وحدت              | 2          |
| 1392 | ارکستر آکادمیک تهران     | تالار اندیشه            | 2          |
| 1392 | ارکستر آکادمیک تهران     | تالار وحدت              | 1          |
| 1395 | ارکستر آریا بانگ         | اریکه ایرانیان          | 2          |
| 1396 | ارکستر بانوان رودکی      | برج آزادی               | 1          |
| 1396 | ارکستر فرهنگ و هنر تهران | تالار وحدت              | 1          |
| 1402 | ارکستر نوای آفتاب        | تالار رودکی             | 3          |
| 1402 | ارکستر نوای آفتاب        | تالار وحدت              | 2          |
| 1402 | ارکستر نوای آفتاب        | تالار بزرگ کشور         | 1          |
| 1402 | ارکستر نوای آفتاب        | رویال هال اسپیناس پالاس | 2          |
| 1403 | ارکستر نوای آفتاب        | برج میلاد               | 2          |
| 1403 | ارکستر نوای آفتاب        | تالار وحدت              | 2          |
| 1403 | ارکستر نوای آفتاب        | برج میلاد               | 2          |
| 1403 | ارکستر نوای آفتاب        | برج میلاد               | 2          |
| 1403 | ارکستر نوای آفتاب        | تالار وحدت              | 1          |

1. ↑  «اركستر آكادمیك تهران به یاد همایون خرم می‌نوازد». خبرگزاری مهر | اخبار ایران و جهان | Mehr News Agency. ۲۰۱۴-۰۱-۱۵. دریافت‌شده در ۲۰۲۵-۰۱-۲۵.
2. ↑  «وقتی «نوای آفتاب» از «شهیدان خدایی» نواخت». ایسنا. ۲۰۲۳-۰۸-۲۹. دریافت‌شده در ۲۰۲۵-۰۱-۲۵.
3. ↑  ««نوای آفتاب» روی صحنه رفت/ عرض ارادت موسیقایی به سیدالشهدا (ع)». خبرگزاری مهر | اخبار ایران و جهان | Mehr News Agency. ۲۰۲۳-۰۸-۲۹. دریافت‌شده در ۲۰۲۵-۰۳-۲۵.
4. ↑  «در گفتگو با هنرآنلاین مطرح شد؛ اجرای ۱۵ قطعه عاشقانه فراموش شده توسط ارکستر نوای آفتاب». خبرگزاری هنر ایران. ۲۰۲۵-۰۳-۲۵. دریافت‌شده در ۲۰۲۵-۰۳-۲۵.
5. ↑  «کنسرت ارکستر آکادمیک تهران در تالار رودکی». خبرگزاری مهر | اخبار ایران و جهان | Mehr News Agency. ۲۰۰۸-۱۲-۲۳. دریافت‌شده در ۲۰۲۴-۱۲-۰۱.
6. ↑  «تالار «وحدت» و «رودكي» از 9 مهر ماه ميزبان گروههای موسيقي مي‌شوند». ایسنا. ۲۰۰۹-۰۹-۲۰. دریافت‌شده در ۲۰۲۴-۱۲-۰۱.
7. ↑  «کنسرت های جشن موسیقی با یاد جنگوک به پایان رسید». خبرگزاری مهر | اخبار ایران و جهان | Mehr News Agency. ۲۰۱۱-۱۰-۱۲. دریافت‌شده در ۲۰۲۴-۱۲-۰۱.
8. ↑  borna.news. «گرامیداشت حسین دهلوی در کنسرت ارکستر آکادمیک تهران». fa. دریافت‌شده در ۲۰۲۴-۱۲-۰۱.
9. ↑  ««با ما بودي بي ما رفتي ...» شب «عطا جنگوك» در آخرين برنامه جشن خانه موسيقي سپري شد». ایسنا. ۲۰۱۱-۱۰-۱۲. دریافت‌شده در ۲۰۲۴-۱۲-۰۱.
10. ↑  «ارکستر آکادمیک تهران و هزارمین سال سرایش شاهنامه». همشهری آنلاین. ۲۰۱۰-۰۳-۱۲. دریافت‌شده در ۲۰۲۴-۱۲-۰۱.
11. ↑  «اركستر آكادميك تهران در تالار وحدت به صحنه مي‌رود». ایسنا. ۲۰۱۲-۰۳-۰۷. دریافت‌شده در ۲۰۲۴-۱۲-۰۱.
12. ↑  «اركستر آكادميك تهران در تالار وحدت به صحنه مي‌رود». ایسنا. ۲۰۱۲-۰۳-۰۷. دریافت‌شده در ۲۰۲۴-۱۲-۰۱.
13. ↑  «ارکستر «آراتا» قطعات بزرگان موسیقی را می‌نوازد». ایسنا. ۲۰۱۳-۰۱-۱۹. دریافت‌شده در ۲۰۲۴-۱۲-۰۱.
14. ↑  «اركستر آكادمیك تهران به یاد همایون خرم می‌نوازد». خبرگزاری مهر | اخبار ایران و جهان | Mehr News Agency. ۲۰۱۴-۰۱-۱۵. دریافت‌شده در ۲۰۲۴-۱۲-۰۱.
15. ↑  «یاد همایون خرم در جشن موسیقی فجر زنده شد/ مرور خاطرات روزهای دور». خبرگزاری مهر | اخبار ایران و جهان | Mehr News Agency. ۲۰۱۴-۰۲-۱۷. دریافت‌شده در ۲۰۲۴-۱۲-۰۱.
16. ↑  «پتانسیل لازم برای اجرا در هر ژانری را داریم/ارکستر «آریا بانگ» نه کلاسیک است، نه ملی». خبرگزاری ایلنا. ۲۰۱۷-۰۲-۲۱. دریافت‌شده در ۲۰۲۴-۱۲-۰۱.
17. ↑  ایران، انجمن موسیقی (۲۰۲۳-۰۸-۲۹). «نوای آفتاب به روی صحنه رفت». انجمن موسیقی ایران. دریافت‌شده در ۲۰۲۴-۱۲-۰۱.
18. 1 2  2296 (۲۰۲۴-۱۰-۰۱). «ارکستر «نوای آفتاب» ۱۹ مهرماه به صحنه می‌رود». ایرنا. دریافت‌شده در ۲۰۲۴-۱۰-۱۰.
19. ↑  2296 (۲۰۲۳-۱۱-۱۳). «عاشقانه‌های «نوای آفتاب» روایت شد/ شرح این عاشقی، ننشیند در سخن!». ایرنا. دریافت‌شده در ۲۰۲۴-۱۲-۰۱.
20. ↑  آنلاین، ایران (۲۰۲۴-۰۶-۲۱). ««نوای آفتاب» به روی صحنه رفت». ایران آنلاین. دریافت‌شده در ۲۰۲۴-۱۲-۰۱.
21. ↑  «اعلام جزئیات تازه‌ترین کنسرت ارکستر «نوای آفتاب»». خبرگزاری مهر | اخبار ایران و جهان | Mehr News Agency. ۲۰۲۴-۰۹-۱۰. دریافت‌شده در ۲۰۲۴-۱۲-۰۱.
22. ↑  2296 (۲۰۲۴-۱۰-۰۱). «ارکستر «نوای آفتاب» ۱۹ مهرماه به صحنه می‌رود». ایرنا. دریافت‌شده در ۲۰۲۴-۱۲-۰۱.
23. ↑  «كنسرت محمدرضا منصوري ۲۶ مهر در برج ميلاد». اعتمادآنلاین. ۲۰۲۴-۱۲-۰۱. دریافت‌شده در ۲۰۲۴-۱۲-۰۱.
24. ↑  «الهه رضایی: امیدوارم بچه‌هایمان زیبایی‌های دهه ۶۰ را تجربه کنند». خبرگزاری مهر | اخبار ایران و جهان | Mehr News Agency. ۲۰۲۴-۱۲-۲۱. دریافت‌شده در ۲۰۲۴-۱۲-۲۱.
25. ↑  https://ana.ir (۱۴۰۳-۱۱-۲۹). «آخرین اجرای «نوای آفتاب» در سال ۱۴۰۳در جشنواره فجر درخشید+فیلم». fa. دریافت‌شده در ۲۰۲۵-۰۲-۱۷.